# Eria summerhayesiana
Eria summerhayesiana är en orkidéart som beskrevs av Alex Drum Hawkes och Alfonse Henry Heller. Eria summerhayesiana ingår i släktet Eria och familjen orkidéer.
Artens utbredningsområde är Burma. Inga underarter finns listade i Catalogue of Life.